# Siziwang Qi
Siziwang Qi (chorągiew Siziwang; chiń. 四子王旗; pinyin: Sìzǐwáng Qí) – chorągiew w północnych Chinach, w regionie autonomicznym Mongolia Wewnętrzna, w prefekturze miejskiej Ulanqab. W 1999 roku liczyła 211 342 mieszkańców.